# Barranc del Portarró
El Barranc del Portarró és un barranc que té el naixement en el terme municipal d'Espot (Pallars Sobirà) i discorre principalment dins del terme municipal de la Vall de Boí (Alta Ribagorça), i dins el Parc Nacional d'Aigüestortes i Estany de Sant Maurici.

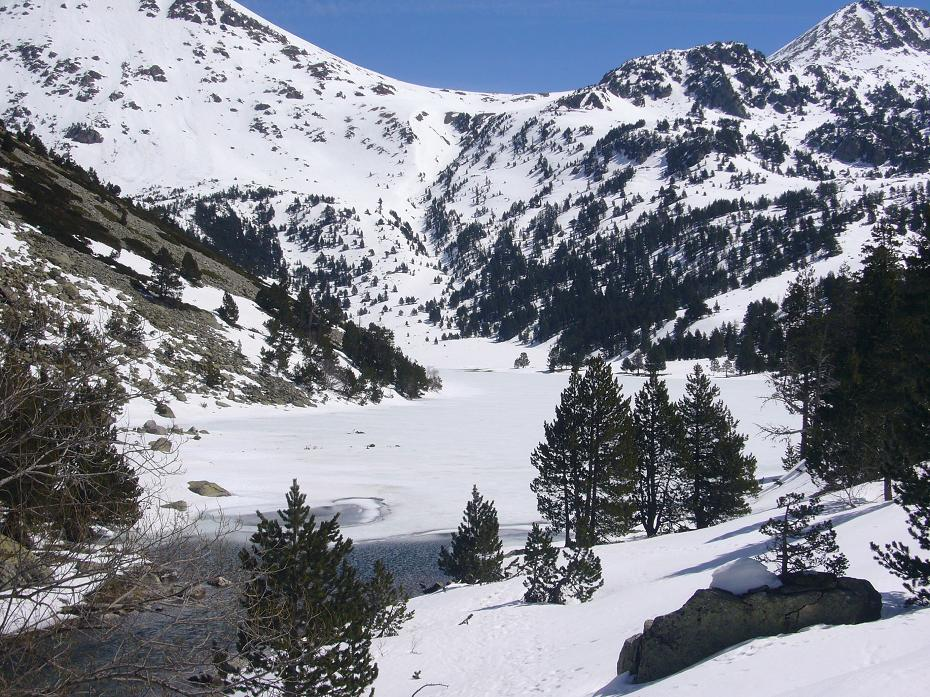
Estany Llong, Barranc de Portarró i Portarró d'Espot.

Té el naixement a 2.397 metres, al vessant occidental del Portarró d'Espot. El seu curs discorre cap a l'oest, rep les aportacions de l'Estany Redó i desaigua a 1.999 metres, a l'extrem oriental de l'Estany Llong.